# هربرت روپر برت
 هربرت روپر برت (انگلیسی: Herbert Roper Barrett؛ زاده ۲۴ نوامبر ۱۸۷۳ درگذشته ۲۷ ژوئیهٔ ۱۹۴۳) یک تنیس‌باز اهل بریتانیا بود.